# Изоляция (электротехника)

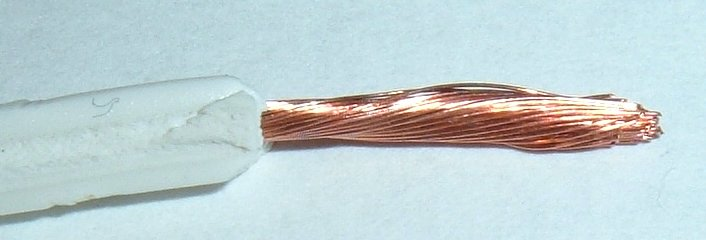
Многожильный медный провод с полиэтиленовой изоляцией

Изоля́ция в электротехнике — элемент конструкции оборудования, препятствующий прохождению через него электрического тока, например, для защиты человека.
Для изоляции используются материалы с диэлектрическими свойствами: стекло, керамика, многочисленные полимеры, слюда.
Также существует воздушная изоляция, в которой роль изолятора выполняет воздух, а конструктивные элементы фиксируют пространственную конфигурацию изолируемых проводников так, чтобы обеспечивать необходимые воздушные промежутки.
Габариты изоляционной конструкции определяются рабочим напряжением установки и длительной прочностью изоляции при заданном сроке службы.

## История
Исторически первые образцы изолированных медных проводов имели изоляцию из навитой бумаги, пропитанной парафином, резины. Сейчас резиновая изоляция применяется редко и в основном для проводов, работающих в расширенном температурном диапазоне (пластмассы становятся хрупкими на холоде).
Для изоляции гибких проводов при повышенных температурах используется фторопласт, для экстремально высоких — провод заключается в бусы из керамики.
Для изоляции высоких напряжений используется резина без сажевого наполнителя (белая), так как сажа (углерод) проводит ток и может стать причиной электрического пробоя.
Изолятором может служить и вакуум в специальных радиотехнических кабелях для мощных радиостанций.
Использование жидкого изолятора — специального трансформаторного масла — позволяет существенно уменьшить габариты высоковольтных трансформаторов на подстанциях, так как для такого масла напряжение пробоя выше чем для воздуха.

## Зависимость срока службы изоляции от температуры
Опыт эксплуатации свидетельствует, что для каждого изоляционного материала существует определённая температура, превышение которой всего лишь на несколько градусов приводит к существенному сокращению срока службы изоляции. Для некоторых изоляционных материалов экспериментально установлен степенной закон старения. Согласно ему, при повышении температуры изоляции на некоторое число градусов {\displaystyle \Delta \theta } срок службы сокращается вдвое по сравнению со сроком службы при исходной температуре: {\displaystyle D_{\theta }=D_{M}2^{\frac {\theta _{M}-\theta }{\Delta \theta }}}, где {\displaystyle D_{\theta }} — срок службы при повышенной температуре {\displaystyle \theta }, {\displaystyle D_{M}} — срок службы при абсолютной температуре {\displaystyle \theta _{M}}, определяемый опытным путем.